# Вакульчук Олексій Олексійович
Олексі́й Олексі́йович Вакульчу́к — старший лейтенант Збройних сил України.

## Короткий життєпис
Закінчив Криворізьку ЗОШ № 102, 1993 року — Криворізький гірничний інститут, спеціалізація — промислове та цивільне будівництво.
2002 року почав працювати на Інгулецькому гірничо-збагачувальному комбінаті, 2007-го очолив проєктно-конструкторський відділ. Згодом працював головним інженером проєктів у приватному підприємстві.
У часі війни мобілізований у серпні 2014-го. Заступник командира 2-ї танкової роти по роботі з особовим складом, 17-а окрема танкова бригада.
6 лютого 2015-го загинув у бою біля села Рідкодуб Шахтарського району.
Вдома залишилися дружина та двоє дітей.
Після ідентифікації тіла похований 3 квітня 2015-го в Кривому Розі, кладовище «Візирка», мікрорайон Інгулець, у місті оголосили жалобу.

## Нагороди
За особисту мужність і героїзм, виявлені у захисті державного суверенітету та територіальної цілісності України, вірність військовій присязі під час російсько-української війни
- нагороджений орденом Богдана Хмельницького ІІІ ступеня (4.6.2015, посмертно).
- знаком «За заслуги перед Кривим Рогом» ІІІ ступеня (посмертно).